# العلاقات الألمانية الإماراتية
العلاقات الألمانية الإماراتية هي العلاقات الثنائية التي تجمع بين ألمانيا والإمارات العربية المتحدة.

## مقارنة بين البلدين
هذه مقارنة عامة ومرجعية للدولتين:
| وجه المقارنة                                              | ألمانيا                                                                              | الإمارات العربية المتحدة |
| --------------------------------------------------------- | ------------------------------------------------------------------------------------ | ------------------------ |
| المساحة (كم2)                                             | 357.41 ألف                                                                           | 83.60 ألف                |
| عدد السكان (نسمة)                                         | 81.29 مليون                                                                          | 9.40 مليون               |
| الكثافة السكانية (ن./كم²)                                 | 227.44                                                                               | 112.44                   |
| العاصمة                                                   | بون، برلين                                                                           | أبو ظبي                  |
| اللغة الرسمية                                             | اللغة الألمانية                                                                      | اللغة العربية            |
| العملة                                                    | يورو، مارك ألماني                                                                    | درهم إماراتي             |
| الناتج المحلي الإجمالي (بليون دولار)                      | 3.68 تريليون                                                                         | 382.58 مليار             |
| الناتج المحلي الإجمالي (تعادل القوة الشرائية) بليون دولار | 3.92 تريليون                                                                         | 640.72 مليار             |
| الناتج المحلي الإجمالي الاسمي للفرد دولار أمريكي          | 41.31 ألف                                                                            | 40.44 ألف                |
| الناتج المحلي الإجمالي للفرد دولار أمريكي                 | 46.40 ألف                                                                            | 67.67 ألف                |
| مؤشر التنمية البشرية                                      | 0.926                                                                                | 0.835                    |
| رمز المكالمات الدولي                                      | +49                                                                                  | +971                     |
| رمز الإنترنت                                              | .de                                                                                  | .ae، .امارات             |
| المنطقة الزمنية                                           | توقيت وسط أوروبا، ت ع م+01:00، ت ع م+02:00، توقيت أوروبا الوسطى المعياري (ت غ م +1) ‏ | ت ع م+04:00              |

## مدن متوأمة
في ما يلي قائمة باتفاقيات التوأمة بين مدن ألمانية وإماراتية:
- ترتبط فرانكفورت مع دبي باتفاقية توأمة منذ 3 أكتوبر 1990.[17][17][17][17]

## منظمات دولية مشتركة
يشترك البلدان في عضوية مجموعة من المنظمات الدولية، منها:
| علم المنظمة | اسم المنظمة                               | تاريخ انضمام ألمانيا | تاريخ انضمام الإمارات العربية المتحدة |
| ----------- | ----------------------------------------- | -------------------- | ------------------------------------- |
|             | مؤسسة التمويل الدولية                     | 20 يوليو 1956        | 30 سبتمبر 1977                        |
|             | منظمة حظر الأسلحة الكيميائية              | 29 أبريل 1997        | ?                                     |
|             | يونسكو                                    | 11 يوليو 1951        | 20 أبريل 1972                         |
|             | البنك الإفريقي للتنمية                    | ?                    | ?                                     |
|             | الاتحاد الدولي للاتصالات                  | 1866                 | 27 يونيو 1972                         |
|             | الأمم المتحدة                             | 18 سبتمبر 1973       | 9 ديسمبر 1971                         |
|             | المنظمة الهيدروغرافية الدولية             | ?                    | ?                                     |
|             | منظمة الشرطة الجنائية الدولية             | ?                    | ?                                     |
|             | البنك الدولي للإنشاء والتعمير             | 14 أغسطس 1952        | 22 سبتمبر 1972                        |
|             | الاتحاد البريدي العالمي                   | 1 يوليو 1875         | ?                                     |
|             | مؤسسة التنمية الدولية                     | 24 سبتمبر 1960       | 23 ديسمبر 1981                        |
|             | منظمة التجارة العالمية                    | ?                    | ?                                     |
|             | الفريق المعني برصد الأرض                  | ?                    | ?                                     |
|             | المركز الدولي لتسوية المنازعات الاستشارية | 18 مايو 1969         | 22 يناير 1982                         |
|             | وكالة ضمان الاستثمار متعدد الأطراف        | 12 أبريل 1988        | 20 أكتوبر 1993                        |

## الاتفاقات
قدمت مجموعة سي جي هينيل بموجب مجموعة أي دي جي أي عرضاً للحصول على عقد لتوريد 120 ألف بندقية هجومية إلى البوندسوير الألمانية، ضد هيكلر وكوخ في عام 2017 وأعلنت وزارة الدفاع الألمانية في سبتمبر 2020، أن مجموعة سي جي هينيل فاز بالعقد تبلغ قيمتها 250$ مليار لكن وصف الناشط المناهض للأسلحة يورغن غراسلين القرار بأنه «كارثة» من منظور حقوق الإنسان«، لأن» المالك ليس في أوروبا فحسب، بل في الإمارات العربية المتحدة أيضا. ولقد ذكر خبراء من مكتب المشتريات أن شيوخ دولة الإمارات العربية المتحدة بذلوا سنوات من الجهود للحصول على عقد البوندسوير العظيم رغم أن كل هذه‘ ألغت وزارة الدفاع العقد بسبب ما يتعلق ببراءة الاختراع والمخاطر التي تهدد أموال دافعي الضرائب.,

## وصلات خارجية
- موقع وزارة الخارجية الألمانية
- موقع وزارة الخارجية الإماراتية